# Walferdange
Walferdange (luxembourgsk: Walfer) er en kommune og et byområde i storhertugdømmet Luxembourg. Kommunen, som har et areal på 7,06 km², ligger i kantonen Luxembourg i distriktet Luxembourg. I 2005 havde kommunen 6.604 indbyggere. 
49°39′46″N 6°08′00″Ø / 49.6628°N 6.1333°Ø